# Bahuvrihi
Bahuvrihi (på sanskrit बहुव्रीहि, med betydelsen "mycket ris", av bahu, "mycket" och vrīhi, "ris") har i överförd mening betydelsen "rik man". Benämningen är hämtad från sanskritgrammatikens indelning av sammansättningar och är en beteckning för substantiv sammansatta med adjektiv, exempelvis av typen tjockhuvud och stormage med uttolkningen "som har ett tjockt huvud / en stor mage". Hela sammansättningen betecknar alltså "ägaren" till det som uttrycks med det andra sammansättningsledet.
Även sammansättningar som engelska scarecrow (fågelskrämma) har – möjligen felaktigt – förts hit. Tjockhuvud och fågelskrämma har dock det gemensamt att de är exocentriska, det vill säga inget av sammansättningsleden är en hyperonym till det som hela sammansättningen betecknar. Bland svenska bahuvrihi kan nämnas Rimfaxe ("Hästen med rimfrost i sin långa man") och Svadilfare ("Han som företar mödosamma färder"), namnen på två hästar i nordisk mytologi.